# Diplodactylus steindachneri
Diplodactylus steindachneri är en ödleart som beskrevs av  George Albert Boulenger 1885. Diplodactylus steindachneri ingår i släktet Diplodactylus och familjen geckoödlor. Inga underarter finns listade i Catalogue of Life.